# 티볼
티볼(tee-ball, teeball, tee ball)은 야구를 변형시킨 스포츠이며 야구와 달리 투수가 공을 던지지 않고 티 위에 올려진 공을 치고 1, 2, 3루를 돌아 홈으로 들어오는 구기종목이다.

## 팀원
- 공격:타자 10명.
- 대기 선수(1루수, 2루수, 3루수, 본루수, 제1유격수, 제2유격수, 좌익수, 제1중견수, 제2중견수, 우익수) 총10명

## 규칙
티볼이 야구나 소프트볼과 가장 큰 차이점은 홈플레이트 뒤에 있는 배팅 티(Tee)에 볼을 올려놓고 정지되어 있는 볼을 타자가 친다는 점이다. 따라서 투수가 필요 없는 것이 특징이다. 규칙이 간단하여 볼을 치고, 달리고, 던지고 하는 전신운동으로 누구나 쉽게 실시하고 즐길 수 있다. 기존 야구는 투수 역할이 매우 중요했으나 티볼에서는 이를 없앴기 때문에 모든 포지션의 선수가 함께 참여하는 의미가 커진다. 대부분 야구와 규칙이 동일한데, 투수가 없으니 자동으로 도루가 없어지게 되었고, 슬라이딩을 불가능하게 만들어 안정성을 높였다. 야구와는 다르게 티볼은 학교 교육 과정에 포함되어 있기도 해서, 원활한 경기진행을 위해 최대 진루 2루로 정해 놓는 경우가 많이 존재한다. 홈런은 정해놓은 지역을 넘어 갔을 === 타자 ===
스트라이크
1. 티를 3번 또는 2 스트라이크 상황에 건드렸을 때
2. 헛스윙을 3번 또는 2 스트라이크 상황에 했을 때
3. 공이 파울이 될 때(공을 스쳐 쳐서 공이 안 나간 경우, 파울지역에 떨어질 경우)-티볼의 파울규칙은 야구의 파울규칙과 같다. 내야에서는 공이 최후에 파울지역에 있으면 파울, 외야에서는 처음 공이 그라운드에 맞은 곳이 파울지역이면 파울
4. 주심이 플레이 볼 선언 후 10초 동안 타격행위를 안 했을 경우
5. 타자가 번트 혹은 푸쉬 번트를 할 경우
6. 타자가 2보 이상 나가서 타격을 할 경우
7. 타자가 의도적으로 타격 서클을 나갈 경우
8. 주심의 "플레이" 선언 전에 타격을 했을때 (진루나 득점 허용안됨)

아웃
1. 위의 원인으로 스트라이크가 3번 선언 될 경우
2. 타자가 친 공이 플라이 아웃(야수가 땅에 떨어지지 않은 공을 잡고 주심이 이를 인정할 경우 선언)이 선언이 선정 되면 플라이아웃이다 그리고 베이스를 밟아도 플라이 아웃이 될경우 아웃이다
3. 공을 가진 야수가 타자가 베이스를 밟기 전 태그하거나 1루 베이스를 밟은 경우 (단, 심판이 이를 인정해야 하며 동시의 경우에는 아웃 선언을 하지 않는다)

### 주자
아웃
1. 공을 가진 야수가 글러브에 공이 있는 상태에서 베이스에 닿아 있지 않는 주자를 태그할 경우(태그 아웃)
2. (주자가 아웃)
3. 주자가 태그 아웃을 당하기 싫어 끝까지 우기는 경우(비매너 플레이)
4. 두 명이 한 루를 같이 밟았을 때는 뒷 주자가 아웃된다.
5. 주자가 아직 아웃되지 않은 앞 주자를 추월했을 경우= 아웃
6. 공중에 있는 공을 야수가 잡았는데, 주자가 자기가 있었던 베이스에 다시 돌아가지 않고 포스 아웃을 당한 경우가 아닐경우
7. 타자가 베이스에 오는데 달리지 않는 경우 (끝까지 달리지 않으면 2명 모두 더블 아웃)

## 경기 방식
티볼의 경기 방식은 다양하며, 정형화되어 있기 보다는 상황에 따라 유동적이다.
- 전원 타격제: 모든 타자가 한 번씩 타격 기회를 가진 뒤, 공수교대를 하는 방식이다. 이 때는 대개 잔루 승계[1]가 인정된다.
- 7인 타격제: 7명[2] 정도만 타격 기회를 가진 뒤, 공수교대를 하는 방식이다. 역시 잔루승계가 인정된다.
- 3아웃제: 야구와 같이 아웃이 3번 선언[3]되면 공수교대를 하는 방식이다. 그러나 각팀의 공격이 길어질 염려가 있어서 전원 타격제보다 상대적으로 적게 쓰인다. 야구와 같이 잔루승계는 인정되지 않는다.

## 특징
1. 야구공은 코르크로 만드는 반면 티볼공은 우레탄으로 만든 공을 사용한다. 또 배트 또한 플라스틱을 이용해 안전하다.
2. 야구에는 슬라이딩이나 번트 등이 있어 부상의 위험이 있으나 티볼은 이런 것이 불가능해[4] 부상의 위험이 적다.
3. 야구는 투수가 경기의 70%를 차지하여 다른 야수들의 책임이 적어지지만, 티볼은 누구나 다 똑같은 기회를 얻고 협동하는 공평한 스포츠이다.
4. 야구는 3아웃이 있고, 티볼에서도 3아웃이 있다. (모든 공격팀의 팀원들이 한번씩 쳐야된다고 룰을 정할 수 있기 때문이다.)
5. 야구와 달리 티 위에 놓여있는 공을 치기 때문에 투수가 던지는 공의 위치와 타이밍을 모두 맞춰서 쳐야 하는 야구보다 타격이 비교적 쉽다.
6. 투수 없이 티 위에 올려 놔서 치기 때문에 장타 혹은 홈런이 야구보다 적다.

## 같이 보기
- 베이스볼5